# Misje dyplomatyczne Albanii

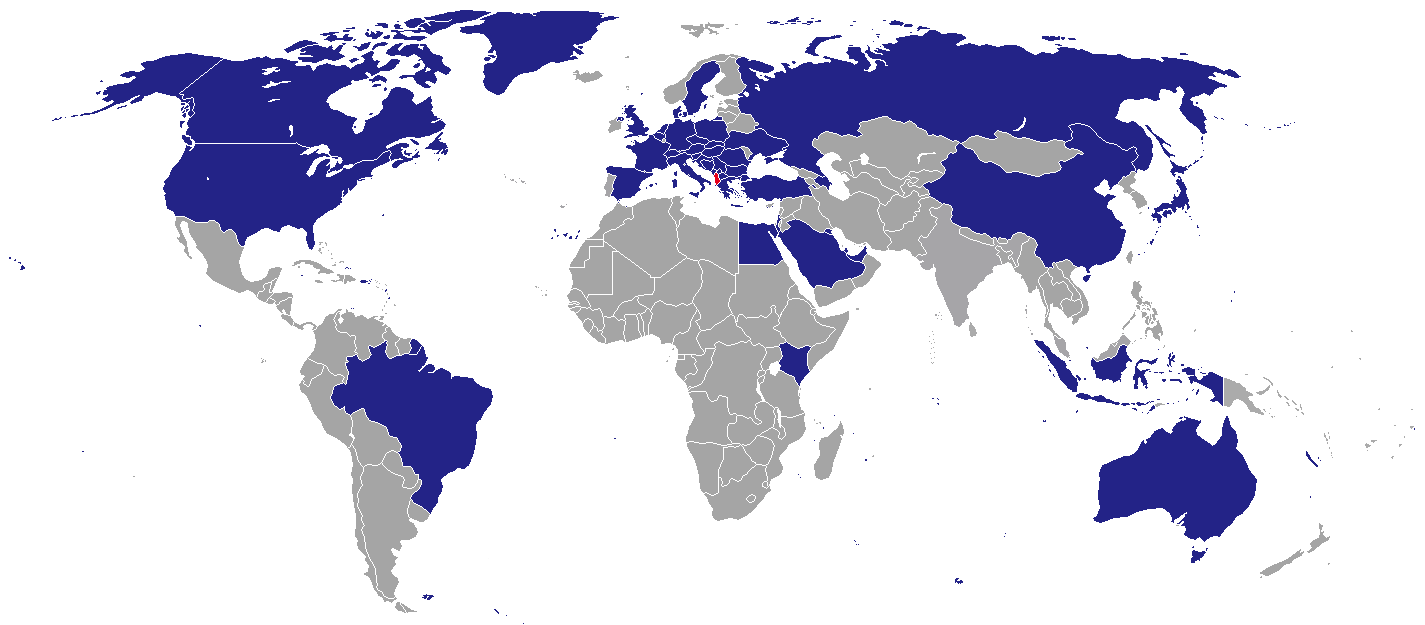
Kraje, w których Republika Albanii ma swoje przedstawicielstwa dyplomatyczne

Misje dyplomatyczne Albanii – przedstawicielstwa dyplomatyczne Republiki Albanii przy innych państwach i organizacjach międzynarodowych. Poniższa lista zawiera wykaz obecnych ambasad i konsulatów zawodowych. Nie uwzględniono konsulatów honorowych.

## Europa

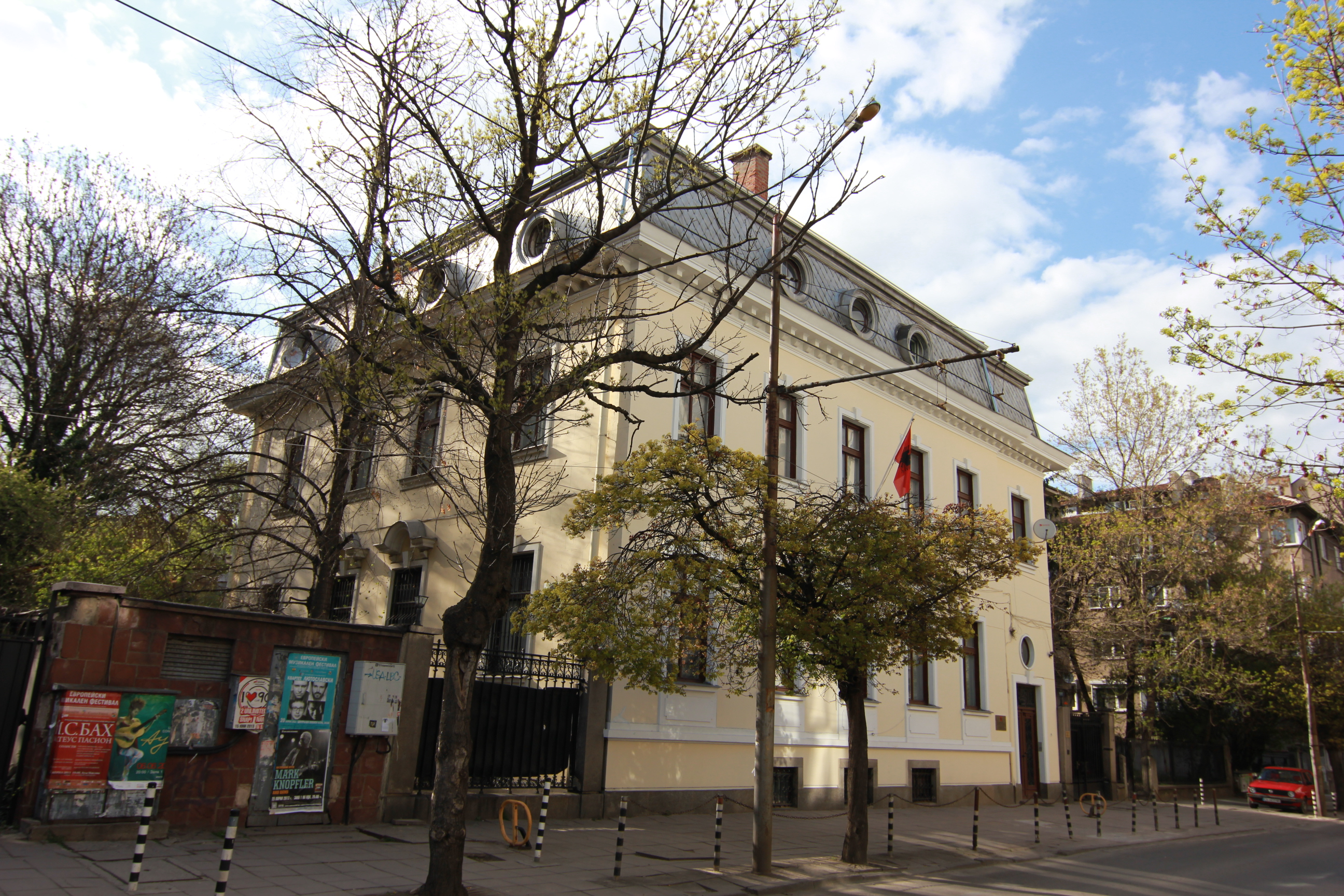
Ambasada Albanii w Sofii

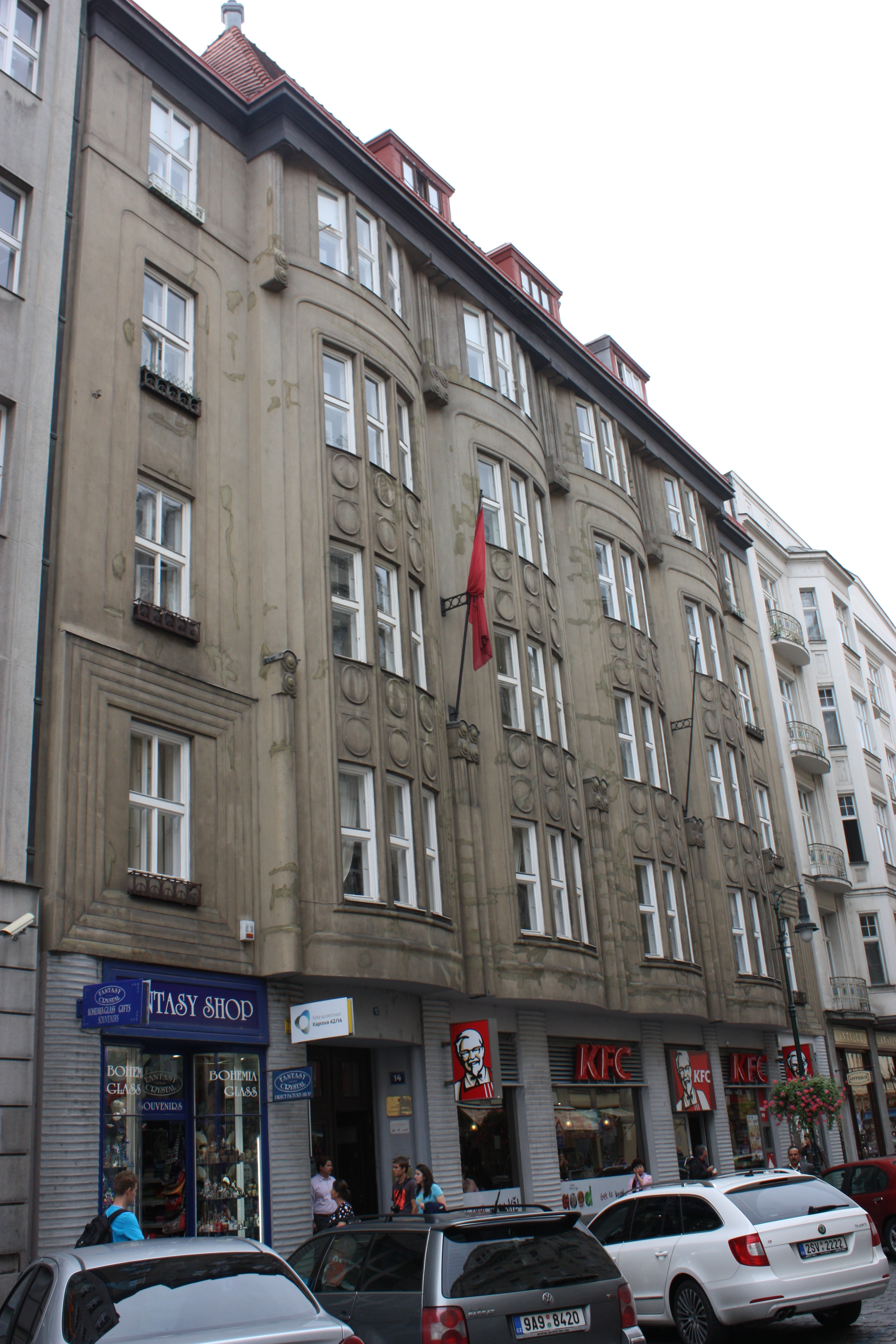
Ambasada Albanii w Pradze

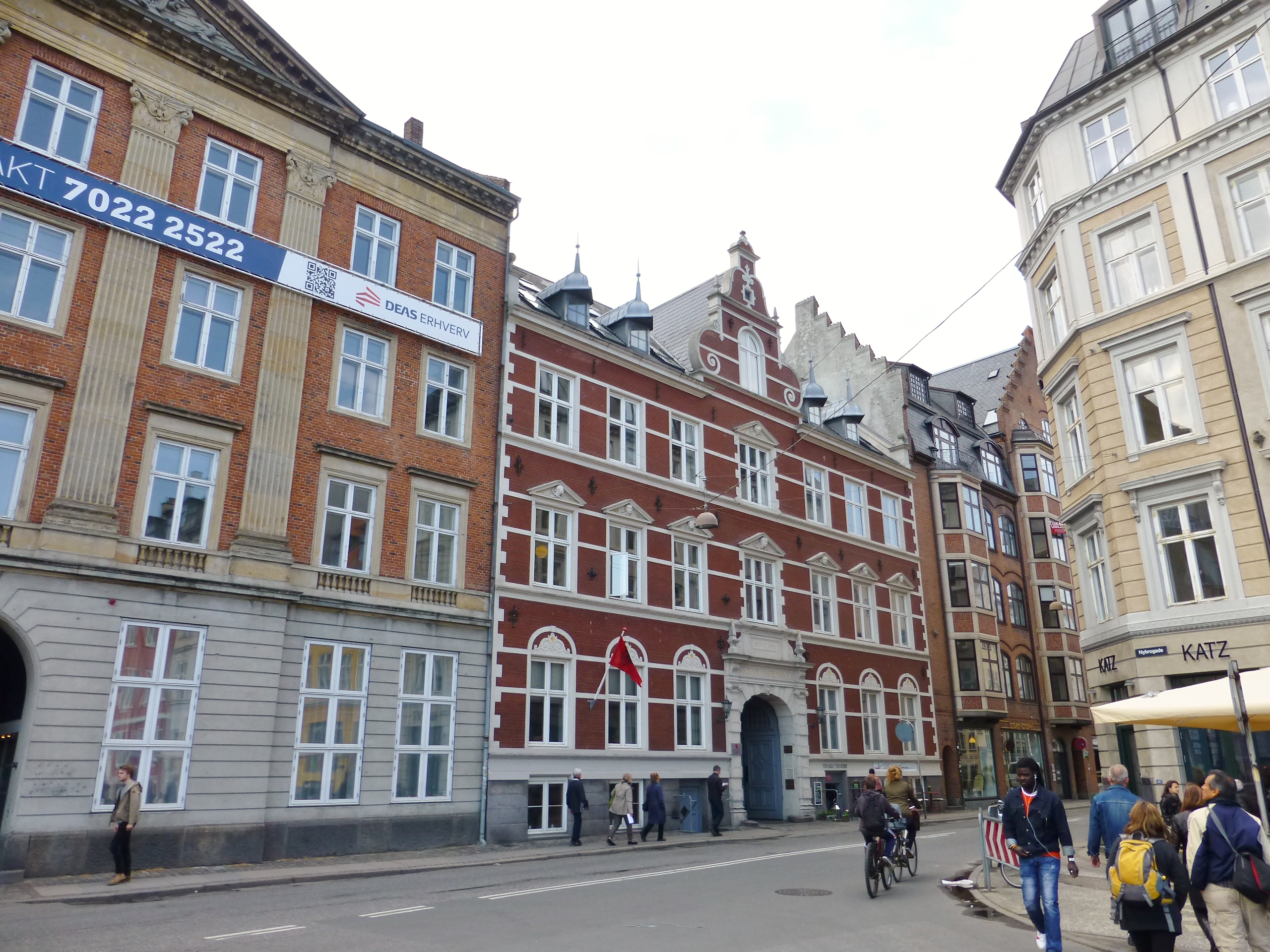
Ambasada Albanii w Kopenhadze

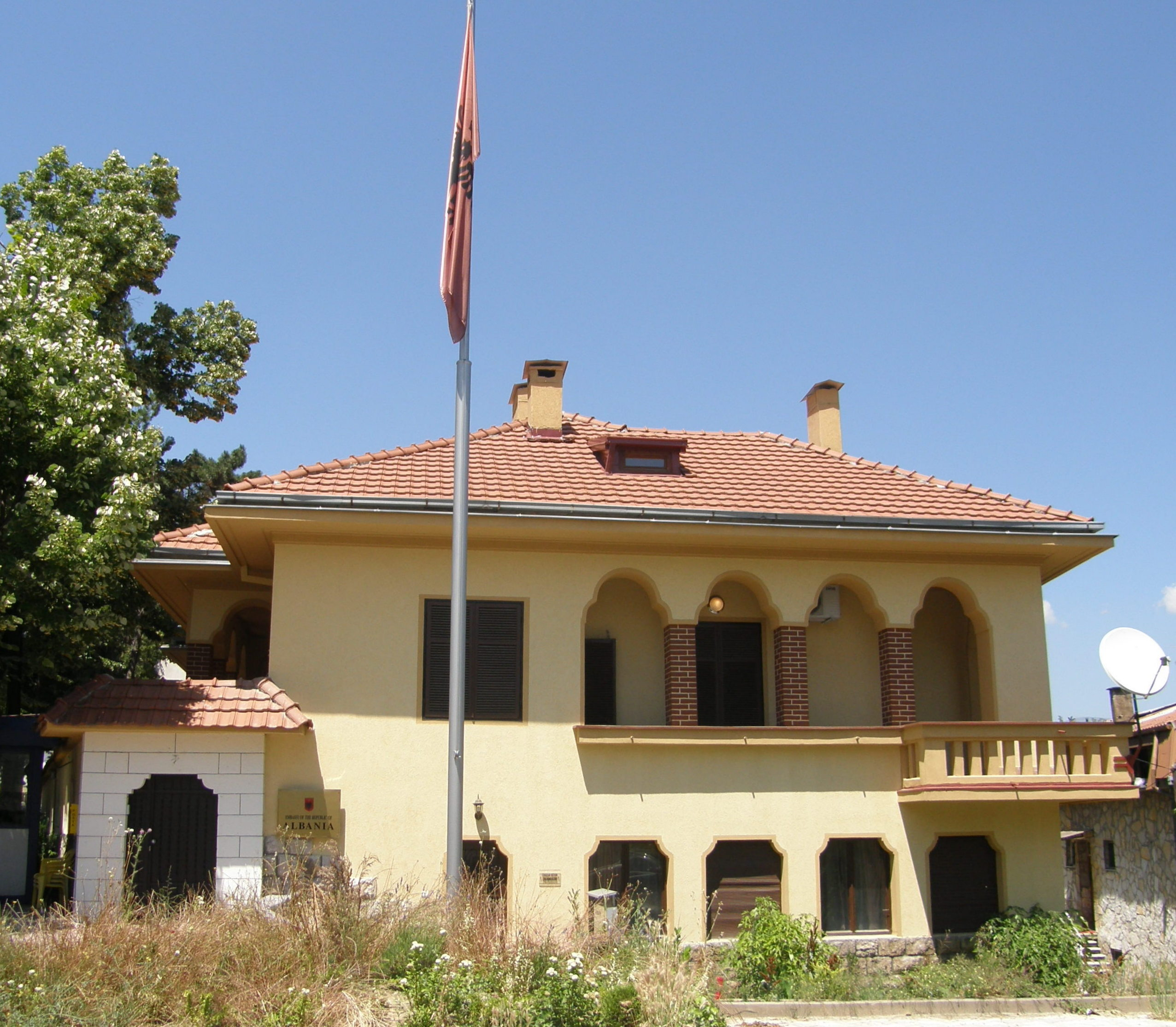
Ambasada Albanii w Skopje

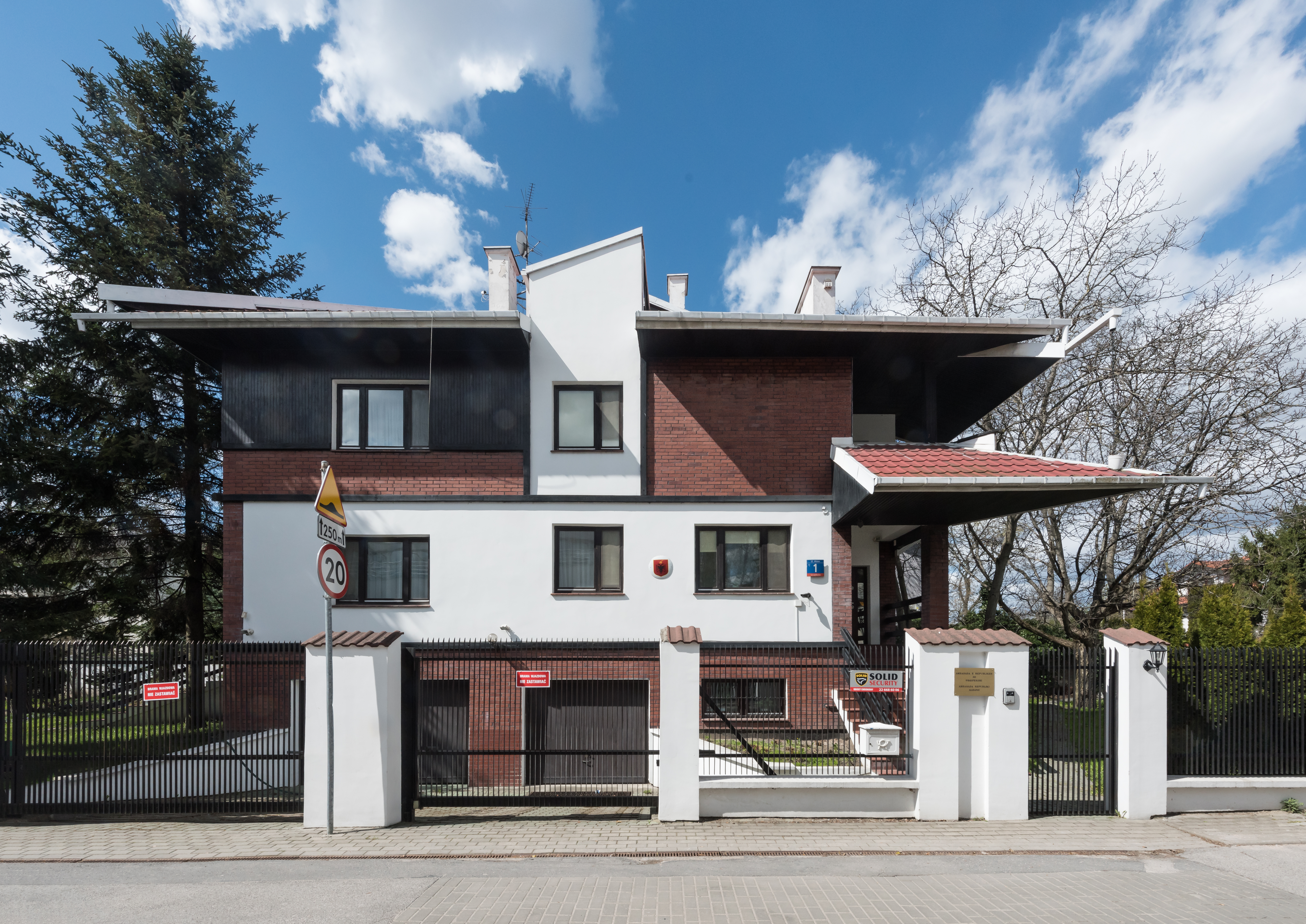
Ambasada Albanii w Warszawie

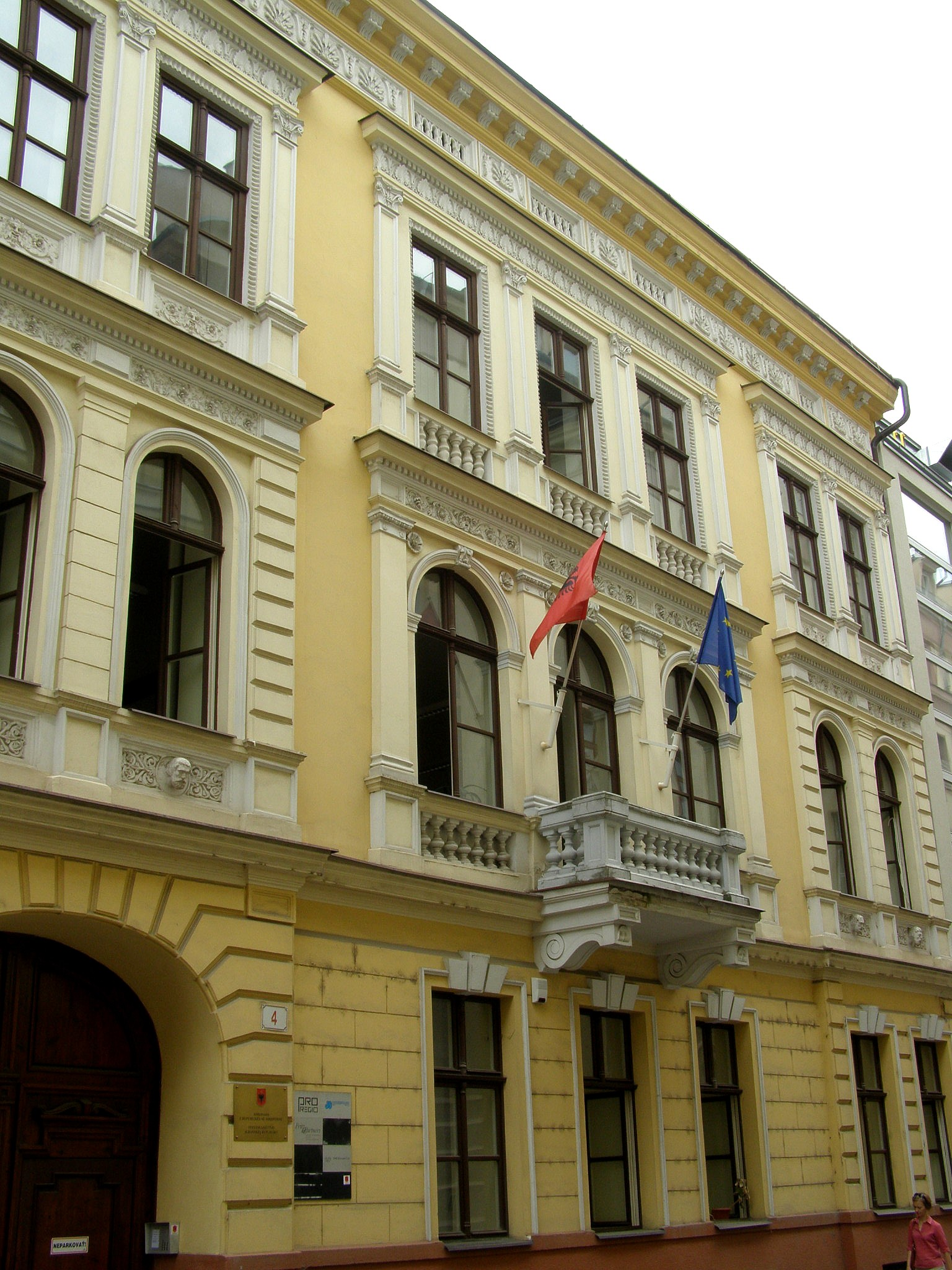
Ambasada Albanii w Bratysławie

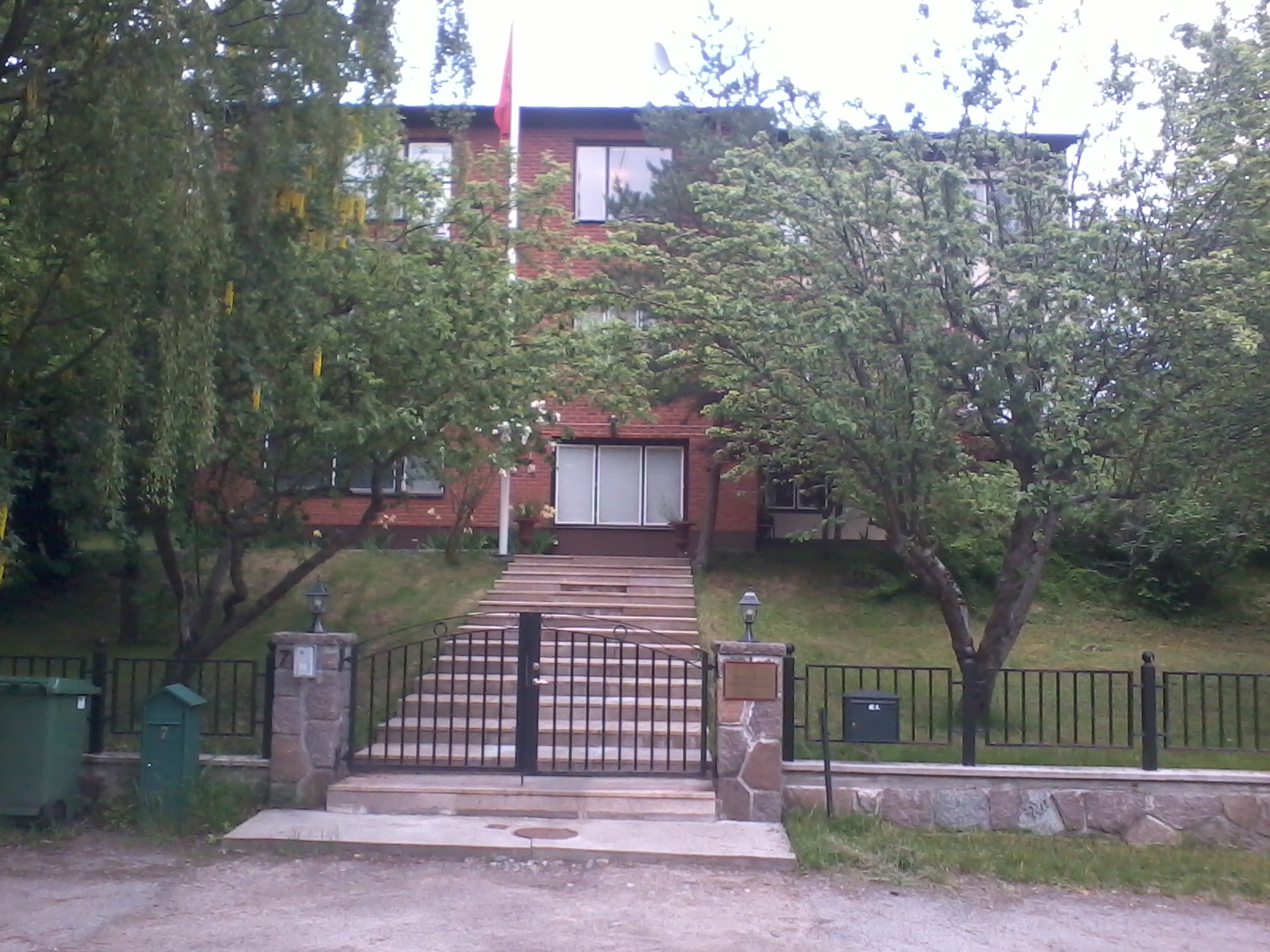
Ambasada Albanii w Sztokholmie

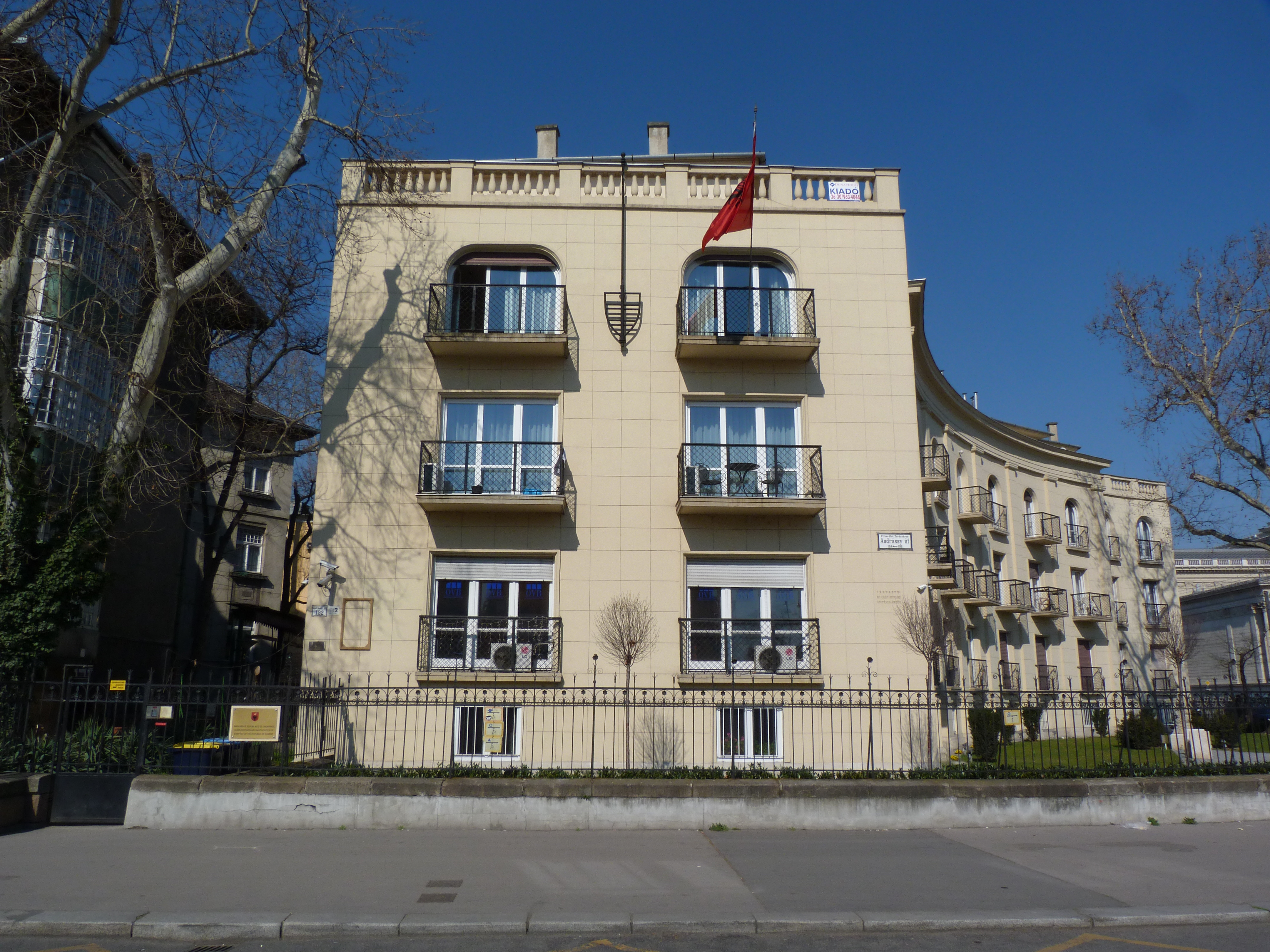
Ambasada Albanii w Budapeszcie

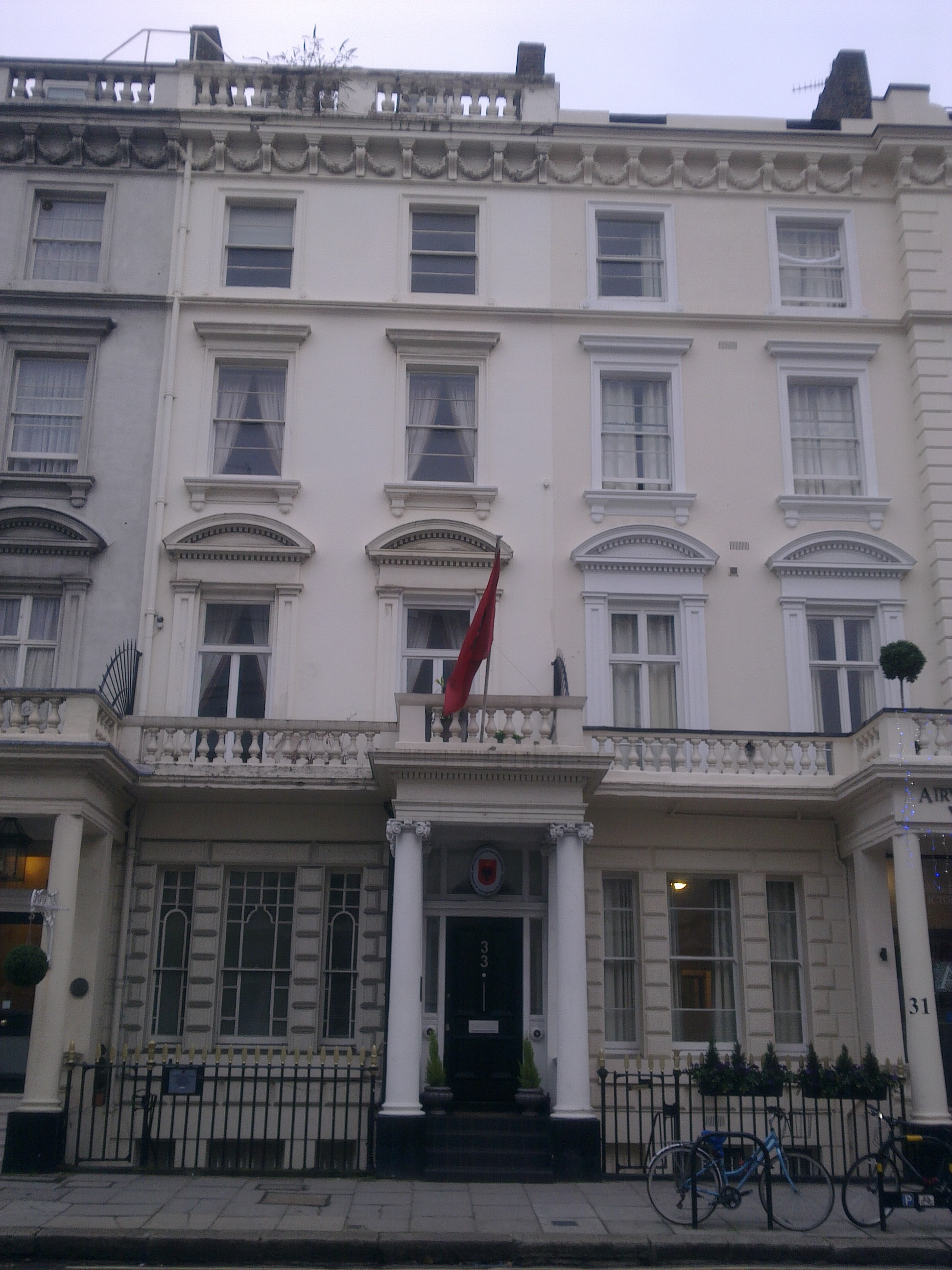
Ambasada Albanii w Londynie

- Austria
  - Wiedeń (Ambasada)
- Bułgaria
  - Sofia (Ambasada)
- Chorwacja
  - Zagrzeb (Ambasada)
- Czarnogóra
  - Podgorica (Ambasada)
- Czechy
  - Praga (Ambasada)
- Dania
  - Kopenhaga (Ambasada)
- Francja
  - Paryż (Ambasada)
- Grecja
  - Ateny (Ambasada)
  - Janina (Konsulat generalny)
  - Saloniki (Konsulat generalny)
- Hiszpania
  - Madryt (Ambasada)
- Holandia
  - Haga (Ambasada)
- Kosowo
  - Prisztina (Ambasada)
- Macedonia Północna
  - Skopje (Ambasada)
- Niemcy
  - Berlin (Ambasada)
  - Monachium (Konsulat generalny)
- Polska
  - Warszawa (Ambasada)
- Rosja
  - Moskwa (Ambasada)
- Rumunia
  - Bukareszt (Ambasada)
- Serbia
  - Belgrad (Ambasada)
- Słowacja
  - Bratysława (Ambasada)
- Słowenia
  - Lublana (Ambasada)
- Stolica Apostolska
  - Rzym (Ambasada)
- Szwajcaria
  - Berno (Ambasada)
- Szwecja
  - Sztokholm (Ambasada)
- Turcja
  - Ankara (Ambasada)
  - Stambuł (Konsulat generalny)
- Węgry
  - Budapeszt (Ambasada)
- Wielka Brytania
  - Londyn (Ambasada)
- Włochy
  - Rzym (Ambasada)
  - Bari (Konsulat generalny)
  - Mediolan (Konsulat generalny)

## Ameryka Północna, Środkowa i Karaiby

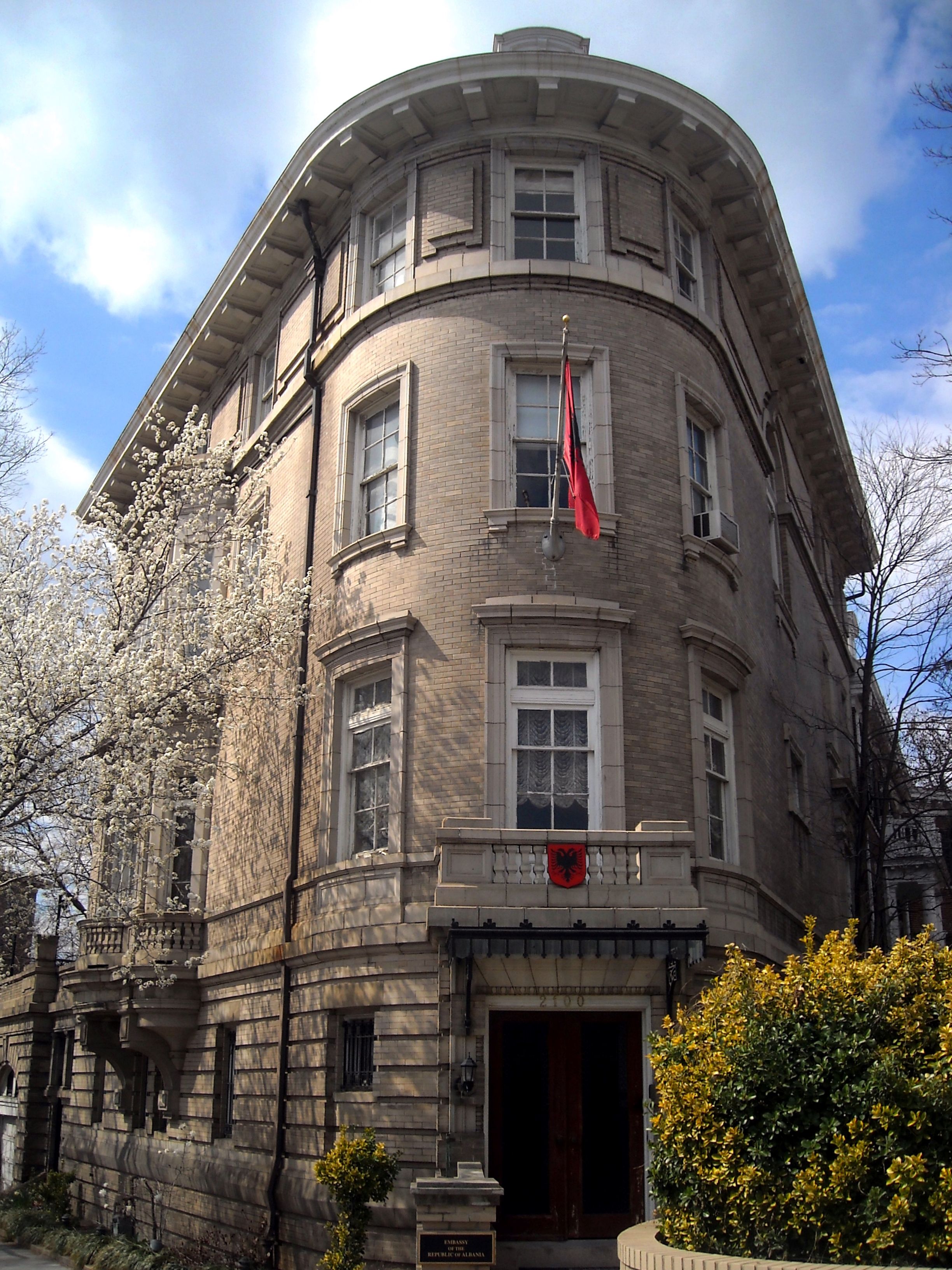
Ambasada Albanii w Waszyngtonie

- Kanada
  - Ottawa (Ambasada)
- Stany Zjednoczone
  - Waszyngton (Ambasada)
  - Nowy Jork (Biuro konsularne)

## Ameryka Południowa
- Brazylia
  - Brasília (Ambasada)

## Afryka
- Egipt
  - Kair (Ambasada)

## Azja
- Arabia Saudyjska
  - Rijad (Ambasada)
- Chiny
  - Pekin (Ambasada)
- Izrael
  - Tel Awiw-Jafa (Ambasada)
- Japonia
  - Tokio (Ambasada)
- Katar
  - Doha (Ambasada)
- Kuwejt
  - Kuwejt (Ambasada)
- Zjednoczone Emiraty Arabskie
  - Abu Zabi (Ambasada)

## Australia i Oceania
- Australia
  - Canberra (Ambasada)

## Organizacje międzynarodowe
- ONZ

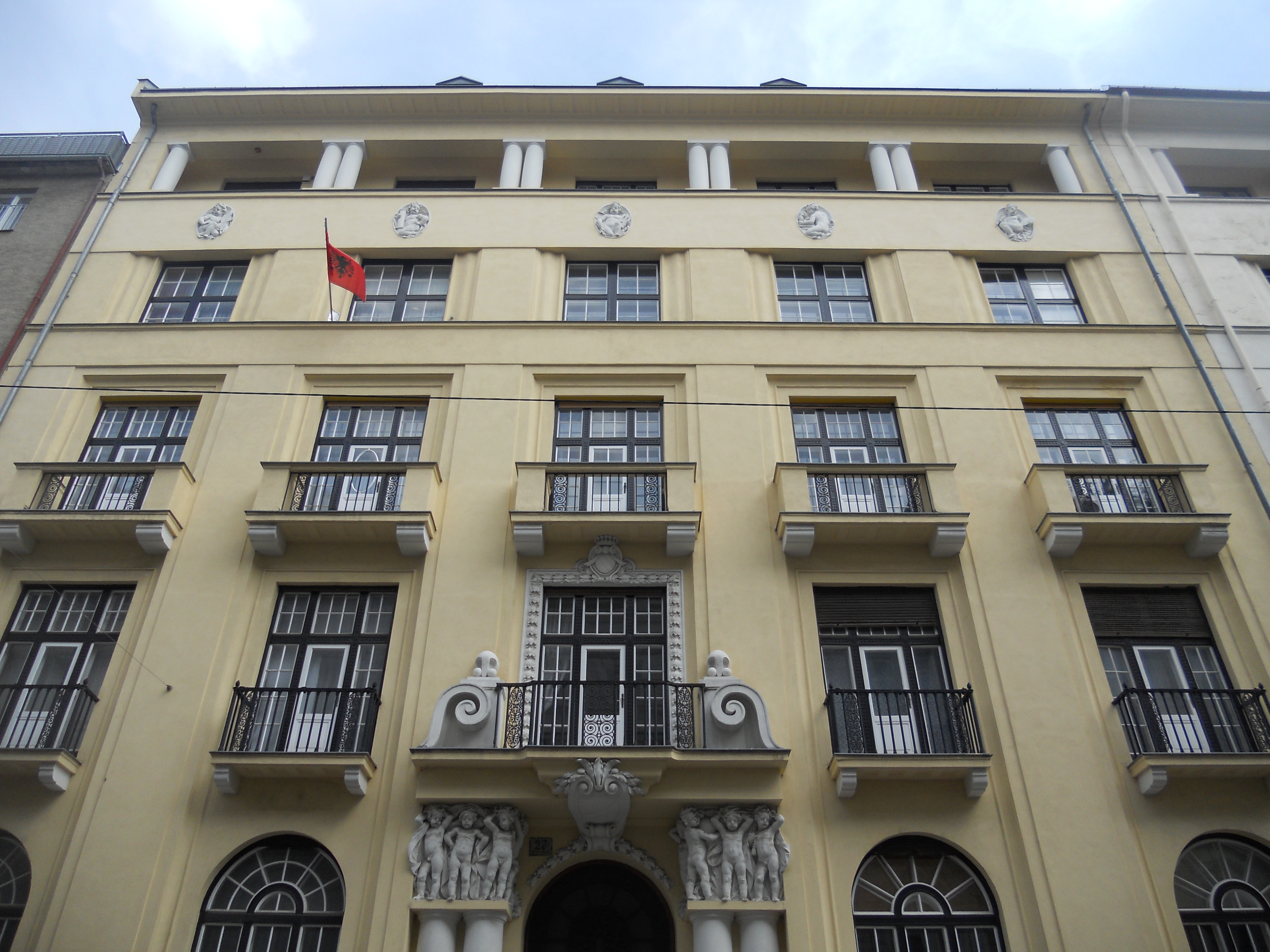
Stałe Przedstawicielstwo Albanii przy Biurze Narodów Zjednoczonych i innych organizacjach w Wiedniu

  - Nowy Jork - Stałe Przedstawicielstwo przy Organizacji Narodów Zjednoczonych
  - Genewa - Stałe Przedstawicielstwo przy Biurze Narodów Zjednoczonych i innych organizacjach
  - Paryż - Stałe Przedstawicielstwo przy UNESCO
  - Wiedeń - Stałe Przedstawicielstwo przy Biurze Narodów Zjednoczonych, Organizacji Bezpieczeństwa i Współpracy w Europie i innych organizacjach
- Unia Europejska
  - Bruksela - Przedstawicielstwo przy Unii Europejskiej
- NATO
  - Bruksela - Stała Delegacja przy NATO
- Strasburg - Stałe Przedstawicielstwo przy Radzie Europy